# Рейнгольд, Исаак Исаевич
Исаак Исаевич (Иссеевич) Рейнгольд (1897—1936) — советский государственный деятель, фигурант Первого Московского процесса.

## Биография
Родился 18 ноября 1897 года в местечке Грозово Слуцкого уезда Минской губернии (ныне Копыльский район, Минская область, Республика Беларусь) в еврейской семье. В 1916 году окончил Минское реальное училище. До 1917 года учился в Петроградском психоневрологическом институте (не окончил), затем окончил 2 курса Донского университета.
С апреля 1917 года — член Временного Минского комитета большевиков и интернационалистов, с октября Минского Совета рабочих, солдатских и крестьянских депутатов. В 1918 член областного исполнительного комитета Западной области (с сентября 1918 — Западной коммуны). До ноября 1918 — председатель исполкома Витебского губернского Совета рабочих и солдатских депутатов. С декабря 1918 года — член Центрального бюро КП(б) Белоруссии (избран на 1-м учредительном съезде в Смоленске). Один из инициаторов попытки образования Белорусско-Еврейской республики. В 1919 член Донского областного ревкома.
Делегат I съезда КП(б) Белоруссии, с декабря 1918 г. член ЦК КП(б) Белоруссии. 1 января 1919 года вместе с Д. Ф. Жилуновичем, А. Г. Червяковым и другими подписал «Манифест Временного рабоче-крестьянского Советского правительства БССР». Народный комиссар финансов СССР с 1 января по 28 февраля 1919 г., с 28 февраля 1919 по май 1919 года — народный комиссар финансов Литовско-Белорусской Социалистической Советской Республики. Делегат Первого Всебелорусского съезда Советов в Минске, член ЦК Коммунистической партии Беларуси.
С мая 1919 года занимал руководящие должности в РККА, член Донского областного ревкома. 1 сентября 1919 года изран членом Донисполкома. В 1919 помощник начальника Политического отдела Южного фронта. Затем до 1920 помощник начальника Политического отдела Западного фронта. В том же году управляющий рудниками каменноугольного района Донбасса. До 1924 заместитель председателя Правления Всероссийского угольного синдиката. Затем начальник Бюджетного управления Народного комиссара финансов СССР, начальник Валютного управления Народного комиссариата финансов СССР.
С июля до 16 октября 1926 председатель Комитета государственных заказов при Совете Труда и Обороны СССР. С декабря 1926 до сентября 1927 председатель Ульяновской губернской плановой комиссии. С сентября 1927 начальник Планово-экономического отдела Управления водного хозяйства Средней Азии. В феврале-декабре 1928 главный инженер, заместитель председателя Средне-Азиатского управления водного хозяйства. В 1929 на руководящей работе в Госплане СССР. 23 августа 1929 секретариат ЦК ВКП(б) освободил его от работы в Госплане и передал на руководящую работу в распоряжение Главхопкома. С августа 1930 до февраля 1931 председатель Главного хлопкового комитета Народного комиссариата земледелия СССР. С февраля 1931 до февраля 1932 начальник Хлопкового сектора Народного комиссариата земледелия СССР. С 14 февраля 1932 до 10 апреля 1934 заместитель народного комиссара земледелия СССР и также с ноября 1932 начальник Главного управления хлопковых машинно-тракторных станций Народного комиссара земледелия СССР, ещё до 16 ноября 1934 начальник Главного хлопкового управления Народного комиссариата земледелия СССР.
На момент ареста начальник ирригации хлопкового управления Южно-Казахстанской области.

### Репрессии
Соратник Г. Е. Зиновьева. В 1927 исключён из партии. В январе 1928 публично заявил об отходе от оппозиции, вскоре восстановлен в партии. По одним данным арестован 16 декабря 1934 и 31 декабря 1934 исключён из ВКП(б), по другим в январе 1935 Сокольническим районным комитетом партии Москвы вновь исключён, как «троцкист-двурушник».
Арестован 27 апреля 1936 года. Осуждён Военной коллегией Верховного суда СССР по обвинению в участии в контрреволюционной террористической организации 24 августа 1936 к ВМН. Расстрелян на следующий день, 25 августа 1936. Посмертно реабилитирован 13 июня 1988 года постановлением Пленума Верховного суда СССР.

### Адреса
- Чимкент, улица Туркестанская, дом 58;
- на момент ареста Москва, улица Большая Дмитровка, дом 4, квартира 9.

## Семья
- Сестра — Анна Исаевна Мулина (Рейнгольд) (1900—?), замужем за В. М. Мулиным[3]. Арестована в Тбилиси. Приговор ОСО по обвинению как ЧСИР — 8 лет ИТЛ, прибыла в Сегежлаг 2 октября 1939 из Темлага, убыла 1 августа 1941 — в Карлаг[4].
- Брат — Соломон Исаевич Рейнгольд (1904—1998[5]), экономист, арестован как «член семьи», в 1946 году (после первого срока) в ссылке в Щучинске Акмолинской области, 14 января 1952 снова арестован, 27 февраля 1952 — срок 10 лет ИТЛ[6], отбывал в Степлаге, участник Кенгирского восстания, оставил краткие воспоминания об этом событии[7].